# Matsuda Yoshinori
Yoshinori Matsuda (sinh ngày 14 tháng 8 năm 1974) là một cầu thủ bóng đá người Nhật Bản.

## Sự nghiệp câu lạc bộ
Yoshinori Matsuda đã từng chơi cho Urawa Reds và Sagan Tosu.